# Балясникова, Дарья Михайловна
Дарья Михайловна Балясникова (26.03.1897, Ивановская область — 22.09.1989) — звеньевая колхоза имени Стаханова Пучежского района Ивановской области, Герой Социалистического Труда.

## Биография
Родилась 26 марта 1897 года в селе Сорвачево Пучежского района Ивановской области в крестьянской семье. Русская.
В конце 1920-х годов вступила во вновь организованный колхоз, получивший позднее имя Стаханова. Работала в полеводческой бригаде у своей тезки М. И. Балясниковой, была звеньевой льноводческого звена. Всегда сдавала лен высокого качества, в тресте была на третьем месте. В 1948 году за высокие урожаи награждена орденом Ленина. В 1949 году получила на своем участке рекордный урожай.
Указом Президиума Верховного Совета СССР от 9 июня 1950 года Балясниковой Дарье Михайловне присвоено звание Героя Социалистического Труда с вручением ордена Ленина и золотой медали «Серп и Молот».
Работала в колхозе до выхода на пенсию. Избиралась депутатом сельского и районного Советов народных депутатов, народным заседателем районного суда. Вырастила и воспитала четверых детей.
Жила в селе Луговое. Скончалась 22 сентября 1989 года. Похоронена на городском кладбище города Пучежа.
Награждена двумя орденами Ленина, медалями, также четырьмя медалями ВДНХ.